# Terre sanglante
Pour plus de détails, voir Fiche technique et Distribution.
Terre sanglante (To Χώμα ϐάφτηκε κόκκινο, To homa vaftike kokkino)  est un film grec de Vasilis Georgiadis réalisé en 1965, inspiré librement de l'histoire réelle de Marinos Antypas (en). Il fut nommé pour l'Oscar du meilleur film en langue étrangère.

## Synopsis
Alors qu'une révolte paysanne en Thessalie se prépare en 1907, un syndicaliste est assassiné. Le fils du grand propriétaire terrien revient dans le domaine familial. Il a des idées libérales. Il s'oppose très vite à son frère aîné autant pour la gestion du domaine que pour le cœur d'une femme.

## Fiche technique
- Titre : Terre sanglante
- Titre original : Τo Χώμα ϐάφτηκε κόκκινο (To homa vaftike kokkino)
- Société de production : Finos Film
- Réalisation : Vasilis Georgiadis
- Scénario : Nikos Foskolos
- Musique : Mimis Plessas
- Noir et blanc, mono
- Genre : drame, film en fustanelle
- Pays : Grèce
- Durée : 130 minutes
- Date de sortie : 1965

## Distribution
- Nikos Kourkoulos (en) : Odysseas Hormovas
- Mary Hronopoulou (el) : Eirini
- Giannis Voglis : Rigas Hormovas
- Faidon Georgitsis (el) : Giagos
- Zeta Apostolou
- Notis Peryalis (el) : Marinos Antypas (en)
- Eleni Kriti
- Angelos Antonopoulos (el) : Kotsos
- Manos Katrakis : Père Hormovas